# Claudine Loquen
Claudine Loquen (Sainte-Adresse, 22 febbraio 1965) è una pittrice naïf francese.
Il suo lavoro fa parte del movimento dell'arte naïf e dell'arte singolare.
Alcune delle sue opere sono conservate in musei francesi e stranieri : Musée Daubigny a Auvers-sur-Oise, Musée international d'art naïf a Magog, Musée d'art spontané a Bruxelles.
Colombe Anouilh d'Harcourt, il 8 dicembre 2014, le assegna il premio Jean Anouilh per il suo lavoro su tela Jeunes filles aux loups presentato al Salon d'Automne di Parigi.
Condivide la sua vita tra Parigi e il suo studio di arte in Normandia.

## Biografia
Claudine Loquen ha trascorso la sua infanzia in Normandia e in Borgogna. 
Da adolescente, ha frequentato la Scuola di Belle Arti di Le Havre e ha iniziato a studiare arti visive al liceo Jeanne d'Arc di Rouen.
La sua prima mostra ha avuto luogo al Café "Les Deux Magots" di Parigi nel 2003.
Dipinge donne con destini dimenticati, personaggi storici o letterari e si ispira alla poesia e alle storie. Nel 2019, la sua mostra "Le Dame delle Andelie", al Museo Nicolas-Poussin, rende omaggio alle donne che hanno segnato la storia della città di Andelie: Clotilde, regina dei Franchi; Eleonora d'Aquitania; Sophie Blanchard, aeronauta; Marthe Lucas, pittrice; Emma Bovary.
Il lupo è un tema ricorrente nel suo lavoro ed è oggetto di una mostra dal titolo "Finché ci sono i lupi"  al Museo di Arte Spontanea de Bruxelles, nell'ottobre 2016.

## Esposizioni
- 2020 : Les complices de Luis, Università di Rouen-Normandia, Mont-Saint-Aignan, Francia
- 2019 : Les Dames des Andelys, Museo Nicolas-Poussin, Les Andelys (personale), Francia[8]
- 2019 : International Children’s Art Museum, Salon d'Automne di Xi'an, Cin
- 2018 : Empruntez-moi, Università di Rouen,-Normandia, Mont-Saint-Aignan, Francia
- 2016 :Tant qu'il y aura des loups, Museo di Arte Spontanea, Bruxelles (personale), Belgio[9]
- 2016 : Imaginaives, Museo Internazionale di Arte Ingenua di Magog, Canada
- 2016 : Loup, où vas-tu ? Università di Rouen-Normandia, Mont-Saint-Aignan (personale), Francia
- 2016 : National Art center Museum, Salon d'Automne di Tokyo, Giappone
- 2011 : Portraits singuliers, Sénat, Pavillon Davioud, Jardin du Luxembourg, Parigi (personale)[10][11][12]
- 2011 : Museo di Arte Spontanea, Evere, Belgio
- 2012 : Museo de Hainan, Salon d'Automne di Haikou, Cina
- 2012 : Les Métamorphosées, con edizioni Lelivredart, Museo della Halle Saint-Pierre, Parigi
- 2012 : French Art Meeting, con edizioni Patou, Centro culturale ucraino, Parigi
- 2009 : French connection, Alliance Française, Atlanta, USA
- 2004 : Princesses singulières, Municipio di Parigi 4e, (personale), Parigi

## Opere
Claudine Loquen è autrice di diversi libri e cataloghi :
- Frédérique-Anne Oudin (prefazione), 2020, Les oubliées, Tome 1, éditions La Grisette, 36 p (ISBN 978-2-9557039-1-5)
- Luis Porquet (prefazione), 2018, Loquen, 18 p (ISBN 978-2-9557039-9-1)
- Jean-Paul Gavard-Perret, (prefazione), 2011, Claudine Loquen, Portraits singuliers. Paris : éditions Lelivredart, 28 p
- HeleneCaroline Fournier, (prefazione), 2011, Sénat, Portraits singuliers, Claudine Loquen. Québec : Art Total Multimédia, 20 p (ISBN 978-2-923622-11-8)
- IIeana Cornea, (prefazione), testi de Sylvie Loquen, 2008, Claudine Loquen. éditions Lelivredart, 40 p (ISBN 9782355320187)
- HeleneCaroline Fournier, (prefazione), 2008, Claudine Loquen. Québec : Art Total Multimedia
- Jean-Louis Redval (prefazione), 2004, Loquen, éditions Sémios, 44 p